# Брюнель, Изамбард Кингдом
Изамба́рд Ки́нгдом Брюне́ль (Брю́нел, Брунел) (англ. Isambard Kingdom Brunel, [ˈɪzəmbɑ(ɹ)d ˈkɪŋdəm bruːˈnɛl]; 9 апреля 1806, Портсмут — 15 сентября 1859, Вестминстер) — британский инженер, одна из крупных фигур в истории Промышленной революции. Сын Марка Брюнеля.
Брюнель поражал общественность смелыми по меркам его времени проектами, например, предлагая «продлить» Большую Западную железную дорогу в Америку, построив для этого трансатлантические пароходы.
За свою жизнь он построил:
- 25 железных дорог в Англии, Ирландии, Италии, Индии.
- 8 пирсов и сухих доков,
- 5 висячих мостов,
- 125 железнодорожных мостов, в том числе Клифтонский мост у города Бристоль,
- 3 крупных парохода.

Был одним из создателей стандарта проектирования железных дорог с минимальными уклонами и наибольшими радиусами кривых, что требовало многочисленных искусственных сооружений (насыпей, виадуков, мостов и туннелей), которые сам же и проектировал, считая, что удорожание в строительстве компенсируется более низкими издержками в эксплуатации. Также был сторонником широкой колеи 7 ф. 1/4 д. (2140 мм). Брюнелевская колея, в отличие от стефенсоновской колеи 4 ф. 8+1/2 д. (1435 мм), не прижилась.
Известно, что Брюнель многократно рисковал жизнью, а также имел сложные отношения с инвесторами.

## Биография и достижения
Родился в Портсмуте, получил образование в колледже в Кане и лицее Генриха IV. Инженерную практику начал под руководством отца, которому помогал с 1826 года при постройке туннеля под Темзой; позже занимался, главным образом, постройкой железных дорог и изготовлением машин и механизмов для пароходов.
В 1833 году Брюнель был назначен главным инженером «Большой Западной железной дороги» и занимался постройкой туннелей, мостов и других крупных инженерных сооружений для этой дороги, в том числе, построил мост через Темзу у Мэйденхеда (Maidenhead) и через Уай (Wye) у Чипстоу. Он же выстроил Хангерфордский висячий мост в Лондоне и участвовал в постройке мостов Conway и «Британия». 
Также Брюнель построил доки в Кардиффе и в Сандерленде, пароходы «Грейт Вестерн» (1838), «Грейт Бритн» (1843) и «Грейт Истерн». 

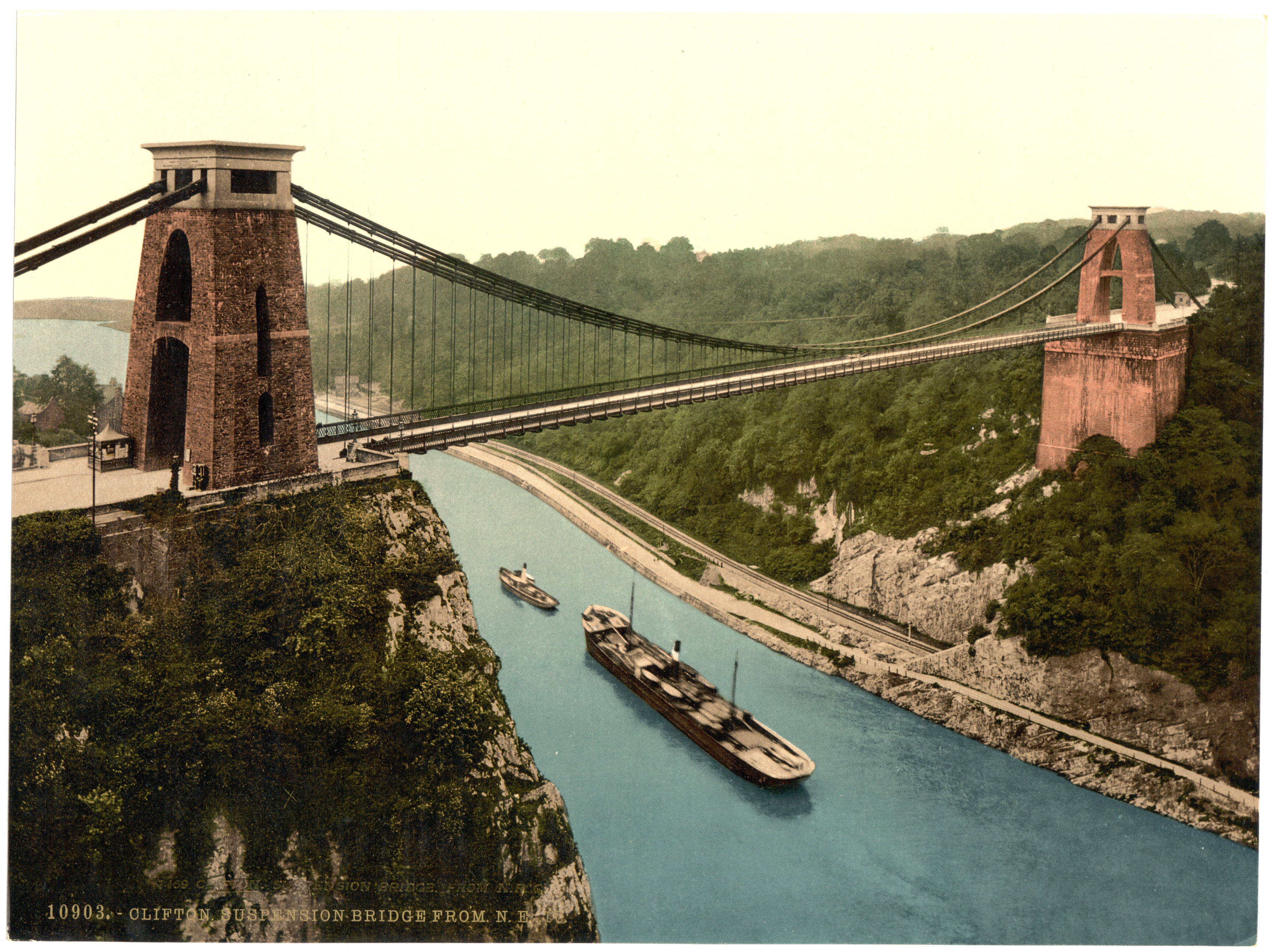
Клифтонский мост под Бристолем на фото конца XIX века

При постройке Хрустального дворца он помогал и советом, и делом, и по его указаниям предприниматель Пакстон сделал некоторые поправки в первоначальном плане.
Был архитектором здания вокзала Паддингтон в Лондоне (1854) — выдающегося памятника ранней индустриальной архитектуры. 
Во время Крымской войны, в 1854 году, Брюнелю была поручена постройка военного госпиталя в Ренкиое (Эренкое) у Дарданелл; для постоянного снабжения его свежей водой он устроил водопровод, провёл рельсовый путь для перевозки больных от места их высадки. Тогда же предлагал построить канонерскую лодку для высадки боевых машин для атаки крепости Кронштадт (прообраз танков-амфибий — не реализовано).
Узнав об экспериментах с первым винтовым пароходом «Архимед», установил гребной винт на «Грейт Бритн». Это был первый в мире пароход с железным корпусом и гребным винтом.
Последним, самым знаменитым его делом была постройка колоссального цельнометаллического парохода «Левиафан», переименованного после в «Грейт Истерн», проект которого он составил в 1852 году и окончил после многолетней работы, преодолев денежные затруднения и всякого рода материальные и физические препятствия. Сильное напряжение и возбуждение сил во время исполнения его любимого проекта содействовало преждевременной его смерти; он уже давно болел и все свои важные работы исполнял, будучи уже больным. Во время приготовлений к пробному плаванию «Great Eastern» Брюнеля постиг апоплексический удар (по другой версии, инфаркт), от которого он умер в Вестминстере 15 сентября 1859 года.

## Память
- По данным опроса, проведённого в 2002 году вещательной компанией Би-би-си, занял второе место в списке величайших британцев в истории, уступив только  Уинстону Черчиллю[3].
- В 2006 году Королевский монетный двор Великобритании выпустил две биметаллические памятные монеты достоинством в 2 фунта каждая в честь 200-летия со дня рождения Брунеля. На обратной стороне монет изображен портрет Брюнеля на фоне двух его наиболее значимых достижений. Одна из монет, выпущенная тиражом 7 928 250 экземпляров, содержит изображение моста Royal Albert Bridge, вторая (тираж 7 452 250 штук) — изображение крыши станции Паддингтон.
- Известный английский певец Стинг включил в свой альбом 2013 года «The last ship» балладу «Ballad of the Great Eastern» в стиле старинной народной песни, повествующую о строительстве знаменитого парохода-гиганта, в финале которой утверждается, что Брюнель продал душу дьяволу. Это отражает, с одной стороны, амбициозный и авантюрный характер проектов Брюнеля и, с другой стороны, тяжёлые для работников условия реализации этих проектов. И в 2010-х годах имя Брюнеля достаточно широко известно, чтобы упоминаться без дальнейших комментариев в поп-песнях.